# Solčava
Solčava – wieś w Słowenii, w gminie Solčava. W 2018 roku liczyła 204 mieszkańców.